# 堯里維里山
14°32′31″S 72°42′14″W / 14.54194°S 72.70389°W
堯里維里山（Yawriwiri），是秘魯的山峰，位於該國南部阿普里馬克大區，由安塔班巴省的安塔班巴區負責管轄，屬於萬索山脈的一部分，海拔高度5,000米。